# Державні утворення на території Сомалі
Сомалі має міжнародно визнаний Перехідний федеральний уряд. Колишнє Британське Сомалі - Сомаліленд - оголосило про свою незалежність, як і ряд інших невизнаних державних утворень. Нині на території Сомалі з різним ступенем активності функціонують такі «держави» й угруповання (перелічені з півночі на південь):
- Авдалленд (крайній північний захід),
- Сомаліленд (північний захід),
- Хатумо (північний захід),
- Пунтленд (північний схід),
- Сомалійські пірати, бази піратів Сомалі (північний схід, в портових містах),
- Галмудуг (центр),
- Хіман і Хеб (центр),
- Ахлу-Сунна валь-Джамаа (центр; помірні ісламісти),
- Федеральний уряд (столиця і центр країни),
- Джамаат Аш-Шабааб (центр і південь),
- Джубаленд (південь, південний захід),

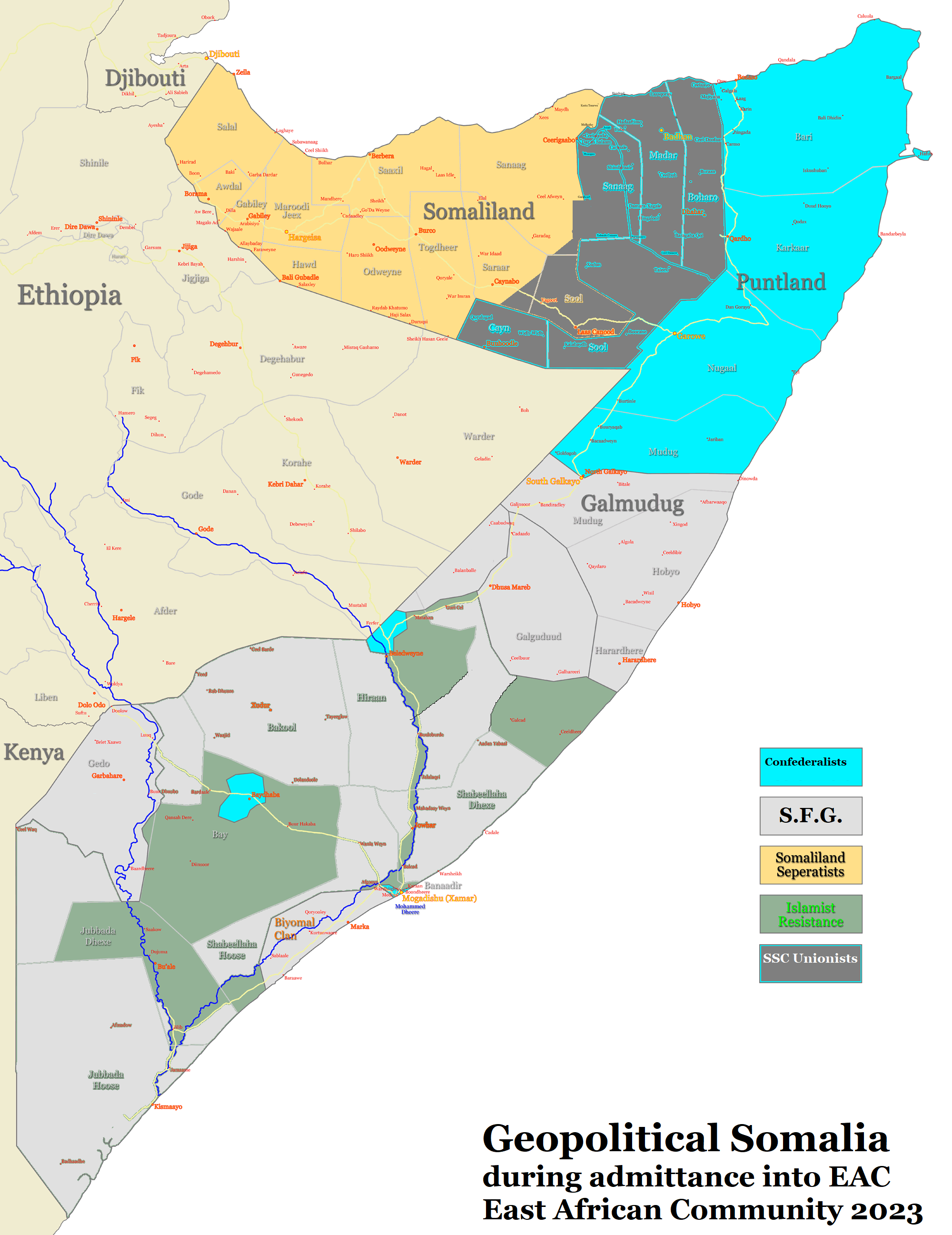
Адміністративний поділ Сомалі

Крім того, ряд територій не має жодної централізованої влади й управляється главами місцевих племен.
Федеральний Парламент Сомалі відповідає за вибір кінцевої кількості та меж автономних регіональних держав (офіційно — Федеральних держав) у Федеративній Республіці Сомалі. 

## Список державних утворень на території Сомалі
- Федеральний уряд
- Пунтленд (з 1998) [3]. Планував увійти до складу федеративної Сомалійського держави, до 2010 року був основною його опорою в боротьбі з радикальними ісламістами.
- Джубаленд (1998 - 1999, з 2011 року). Планує увійти до складу федеративної Сомалійського держави. Станом на 2008 рік перебував під контролем Тимчасового сомалійського Федерального уряду лише номінально. На початку 2011 року на півночі Джубаленду фактично започатковано новий уряд, союзний Перехідному федеральному уряду і який протистоїть Аш-Шабааб [4]. 3 квітня 2011 року було оголошено про створення нової держави під назвою Азанія. Незалежність Азанії, за непідтвердженими даними, вже визнана Кенією. 15 травня 2013 фактично увійшла до складу Джубаленду.
- Галмудуг (з 2006) [5]. Планує увійти до складу федеративної Сомалійського держави; не згадується в англомовній пресі з грудня 2006 року.
- Хіман і Хеб (з 2008 року). Планує увійти до складу федеративної Сомалійського держави.
- Авдалленд (з2010 року)[6] [7] [8] [9]. Вважає себе незалежним від Сомаліленду (проголосивши себе автономною державою у Сомалі), планує увійти до складу федеративної Сомалійського держави.

Ісламські адміністрації
- Аль Сунна Уаляма'а (ASWJ) (з 1991)
- Джамаат Аш-Шабааб (з 2004)

## Колишні державні утворення
- Сесея (наша ера (приблизно) — IX століття)
- Азанія (з 2011) [10] [11] . Створена 3 квітня 2011 року в частині Джубаленду, що межує з Кенією. 15 травня 2013 після виборів президента Джубаленду фактично увійшла до складу Джубаленду. (2011-2013)
- Південно-Західне Сомалі (2002-2006)
- Маахір (2007-2009)
- Нортленд (2008-2009)

Ісламські адміністрації
- Хезб аль-Іслам (2009-2010)
- Файл:Somalia Islamic Courts Flag.svg Союз ісламських судів (1993-2006)